# Ан Максуел
Ан Максуел (на английски: Ann Maxwell) е американска писателка на бестселъри в жанровете романс, исторически романс, научна фантастика, трилър и романтичен трилър. Пише под псевдонима Елизабет Лоуел (на английски: Elizabeth Lowell), и под общи псевдоними със съпруга ѝ Евън Максуел – А.Е.Максуел (на английски: A.E. Maxwell), Аналийз Сън (на английски: Annalise Sun) и Лоуел Чартър (на английски: Lowell Charters).

## Биография и творчество
Ан Елизабет Чартър-Максуел е родена на 5 април 1944 г. в Милуоки, Уисконсин, САЩ, в семейството на работника Дейвид Уилям и учителката Шърли Джейн Чартър. Като дете чете предимно класическа литература, а към фантастиката се пристрастява едва в колежа.
Учи в Университета на Калифорния в Дейвис през 1962 – 1963 г., а от следващата година Университета на Калифорния в Ривърсайд, който завършва с бакалавърска степен по английска литература през 1966 г. На 4 септември 1966 г. се омъжва за журналиста Евън Лоуел Максуел. Имат две деца – Матю (1970) и Хедър (1974).
Съпругът ѝ работи за криминалната рубрика на вестник „Лос Анджелис Таймс“ и е ангажиран вечер от 16.00 ч. до полунощ, в продължение на над 15 години. Ан остава сама със сина си и, тъй като не обича да гледа телевизия, чете много книги. Изчита всичката научна-фантастика в местната библиотека и дори тези от местната антикварна книжарница. След като изчерпва наличната литература решава сама да напише книга, използвайки старата си пишеща машина, въпреки че няма обучение по творческо писане.
Когато романът е готов Ан Максуел го представя на няколко издателя в продължение на девет месеца. Едва когато сключва договор с литературен агент успява да го публикува. Така тя започва кариерата си на писател с научнофантастичния роман „Change“ през 1975 г. Оттогава седем от нейните научнофантастични произведения са номинирани за наградата „Небюла“, а романът „A Dead God Dancing“ е номиниран за наградата „TABA“ (The American Book Award).
През 1976 г. съвместно с норвежкия ловец и фотограф Ивар Рууд, и със съпруга си, издават документалната книга „The Year-Long Day“, която е включена в изданията на „Рийдърс Дайджест“.
Няколко години по-късно Ан и Евън Максуел започват да си сътрудничат в писането на криминални романи. Заедно от 1985 г. до 1993 г. създават поредицата от трилъри „Фидлер и Фиора“. Вторият роман от поредицата „The Frog and the Scorpion“ получава творческа награда за писане от Университета на Калифорния, трилърът „Just Enough Light to Kill“ е определен от „Time Magazine“ за един от най-добрите криминални романи от 1988 г.
Освен в създъването на трилъри двамата съпрузи са съавтори и на други книги, като романизацията през 1992 г. на филма на Вал Килмър „Thunderheart“ издадена под псевдонима Лоуел Чартър.
Двойката си създава своя система на сътрудничеството. Евън избира идеята на историята, двамата планират героите и сюжета, и след това Евън написва първата чернова на ръкописа. Върху неговата основа Ан завършва втория ръкопис, в който влага всички промени необходими за яснотата, темпото, диалога и характера на романа и героите.
След като през 1997 г. преустановява съвместната си работа със съпруга си по писането на трилъри, Ан Максуел се обръща към жанра на романтичния трилър, като започва да създава много романтичен съспенс.
Същата година започва да публикува своите романтични книги под псевдонима Елизабет Лоуел, който е сборен от имената на двамата съпрузи, но са написани само от нея. След няколко години тя се обръща към жанра на историческите романси, които и дават повече възможности за развитие на многообразието и характера на героите. Под това името Елизабет Лоуел тя е получила множество професионални награди в областта на романтиката, а през 1994 г. Ан Максуел е удостоена с награда за цялостен принос от Асоциацията на писателите на романтика на Америка.
В началото на 80-те години издателите и предлагат да пише ставащите популярни по това време романси. Въпреки че не любител на този жанр, тя прочита над петдесет тома от романтичната литература и е особено впечатлена от творчеството на Джейн Ан Кренц. Първият и романс „Summer Thunder“ илиза през 1983 г. под собственото и име.
Книгите на Елизабет са известни с техните дълбоки емоции, очарователна природна среда, парливи любовни сцени, и иронично чувство за хумор.
Ан Максуел живее със съпруга си и децата си в Анакортъс, щат Вашингтон. Обича да наблюдава птиците на брега, и да ходи на риболов със семейната лодка „Сребърен гарван“. Дъщерята ѝ също се насочва към писателската кариера и е публикувала от 2003 г. няколко трилъра под псевдонима Хедър Лоуел.

## Произведения

### Под името си Ан Максуел

#### Самостоятелни романи
- Change (1975)
- The Singer Enigma (1976)
- A Dead God Dancing (1979)
- Name of a Shadow (1980)
- The Jaws of Menx (1981)
- Summer Thunder (1983) – издадена и като „Desert Rain“
- Timeshadow Rider (1986)
- The Golden Mountain (1990) – под псевдонима Анализе Сън
- Thunderheart (1992) – под псевдонима Лоуел Чартър
- The Secret Sisters (1993) – издадена и като „The Secret Sister“
- The Ruby (1994) – издадена и като „Whirlpool“
- Shadow and Silk (1997)

#### Серия „Танцьор“ (Dancer)
1. Fire Dancer (1982) – номиниран за наградата „Прометеус“
2. Dancer's Luck (1983)
3. Dancer's Illusion (1983)

### Под псевдонима Елизабет Лоуел

#### Самостоятелни романи
- До края на света, The Danvers Touch (1983) – издадена и като „To the Ends of the Earth“
- Lover in the Rough (1983)
- Summer Games (1984) – издадена и като „Remember Summer“
- Не ме забравяй, Forget Me Not (1984)
- Където е сърцето, Travelling Man (1985) – издадена и като „Where the Heart Is“
- Valley of the Sun (1985) – издадена и като „Beautiful Dreamer“
- Истинска любов, Sequel (1986) – издадена и като „This Time Love“
- The Fire of Spring (1986)
- Пламъци в рая, Fires of Eden (1986) – издадена и като „Eden Burning“
- Tell Me No Lies (1986)
- Гореща кръв, Too Hot to Handle (1986)
- Нежни ветрове, Sweet Wind, Wild Wind (1987)
- Магията на Тропика, Chain Lightning (1988)
- Диамантеният тигър, Death is Forever (1992) – издадена и като „The Diamond Tiger“
- Красива саможертва, Beautiful Sacrifice (2012)

#### Серия „Ейнджъл, Хоук и Рейвън“ (Angel, Hawk and Raven)
1. Жена без лъжи, A Woman Without Lies (1985)
2. Песента на гарвана, Love Song for a Raven (1987)

#### Серия „Макол“ (McCalls)
1. Треска, Fever (1988)
2. Тъмни страсти, Dark Fire (1988)

#### Серия „Макензи-Блекторн“ (MacKenzie-Blackthorn)
1. Reckless Love (1989)
2. Огън и дъжд, Fire and Rain (1989)
3. Извън закона, Outlaw (1991)
4. Мълчаливецът, Granite Man (1991)
5. Самотникът, Warrior (1990)

#### Серия „Максуел“ (Only)
1. Only His (1991)
2. Only Mine (1992)
3. Only You (1992)
4. Only Love (1995)
5. Есенен любовник, Autumn Lover (1996)
6. Зовът на сърцето, Winter Fire (1996)

#### Серия „Средновековие“ (Medieval)
1. Най-силната магия, Untamed (1993) – награда „РИТА“ за най-добър роман
2. Недокоснатата, Forbidden (1993)
3. Омагьосаните, Enchanted (1994)

#### Серия „Семейство Донован“ (Donovans)
1. Кехлибареният бряг, Amber Beach (1997)
2. Нефритовия остров, Jade Island (1998)
3. Pearl Cove (1999)
4. Midnight in Ruby Bayou (2000)

#### Серия „Реъртис Унлимитед“ (Rarities Unlimited)
1. Подвижна мишена, Moving Target (2001)
2. Да бягаш от страх, Running Scared (2002)
3. Смърт посред бял ден, Die in Plain Sight (2003)
4. Седемте гряха, The Color of Death (2004)

#### Серия „Сейнт Килда“ (St. Kilda)
1. Никога не е късно да умреш, Always Time to Die (2005)
2. Неподходящ заложник, The Wrong Hostage (2006)
3. Невинна като грях, Innocent as Sin (2007)
4. Цената на измамата, Blue Smoke and Murder (2008)
5. Мъртво вълнение, Death Echo (2010)

#### Сборници новели
- Forever Mine, с новелата „Reckless Love“ (1998) (с Хедър Греъм и Нора Робъртс)

### Под псевдонима А.Е.Максуел
„А.Е.Максуел“ е общ псевдоним със съпруга ѝ Евън Максуел.

#### Самостоятелни романи
- Golden Empire (1979)
- Steal the Sun (1981)
- Redwood Empire (1987)

#### Серия „Фидлер и Фиора“ (Fiddler and Fiora)
1. Just Another Day in Paradise (1985)
2. The Frog and the Scorpion (1987)
3. Gatsby's Vinyard (1987)
4. Just Enough Light to Kill (1988)
5. The Art of Survival (1989)
6. Money Burns (1991)
7. The King of Nothing (1992)
8. Murder Hurts (1993)

#### Документалистика
- The Year-Long Day (1976) – в съавторство с Ивар Рууд